# Verliebt in Sally
Verliebt in Sally (Originaltitel: Home Fries) ist eine US-amerikanische Filmkomödie aus dem Jahr 1998. Der Regisseur war Dean Parisot, das Drehbuch schrieb Vince Gilligan. Die Hauptrollen spielten Drew Barrymore und Luke Wilson.

## Handlung
Die schwangere Sally Jackson arbeitet am Drive-in-Schalter eines Fastfood-Restaurants. Der verheiratete Vater ihres Kindes, der ältere Henry Lever, fährt vorbei und will sie nach Hause fahren, was sie ablehnt, weil sie mehr an einem Vater für ihr Kind interessiert ist als an Sex – Henry hatte ihr seine Ehe verschwiegen. Sally kommuniziert mit ihren Kollegen über ein Headset, das zufällig dieselbe Frequenz hat wie das der beiden Piloten eines Kampfhubschraubers der Nationalgarde. Sie hört einige Fetzen einer Unterhaltung, als Henry kurz danach von diesen beiden mit dem Hubschrauber so gejagt wird, dass er einen Herzinfarkt erleidet. Umgekehrt bekommen die Piloten die Kommunikation im Lokal zu hören.
Es stellt sich heraus, dass die Nationalgardisten Dorian und Angus Montier Stiefsöhne des Verstorbenen sind, die im Auftrag ihrer Mutter Beatrice gehandelt haben. Sie fürchten, Sally könnte etwas von der Unterhaltung verstanden haben. Dorian heuert im Restaurant an, in dem Sally arbeitet. Er beeindruckt sie, indem er einen bewaffneten Angreifer überwältigt; dieser entpuppt sich als Sallys Vater, der im betrunkenen Zustand zu unüberlegten Handlungen fähig ist.
Dorian besucht gemeinsam mit Sally Kurse der Schwangerschaftsgymnastik und wird zu ihrem Freund. In derselben Zeit suchen Beatrice und Angus die Geliebte von Henry, um sich zu rächen. Dorian kann im letzten Augenblick verhindern, dass Angus eine unbeteiligte Frau tötet.
Sally will die Ex-Ehefrau von Henry besuchen und sich entschuldigen. Erst jetzt merkt Dorian, dass sie die einstige Geliebte seines Stiefvaters ist. Er beschützt sie; seinen mit einem Kampfhubschrauber angreifenden Bruder kann er über Funk zum Rückzug überreden. Dann bringt Dorian Sally ins Krankenhaus, wo sie ein Kind zur Welt bringt.

## Kritiken
Die Handlung wurde u. a. als absurd kritisiert. Von den Darstellern wurde lediglich Catherine O’Hara gelobt.